# Cuvilliés-Theater
Das Cuvilliés-Theater oder Altes Residenztheater in München gilt als bedeutendstes Rokokotheater Deutschlands. Es befand sich bis zur Auslagerung 1944 an der Stelle des heutigen Neuen Residenztheaters und seit der Translozierung 1958 an der Stelle des früheren Apothekenstocks. Neben den Reichen Zimmern in der Residenz und der Amalienburg in Nymphenburg gehört es zu den bedeutendsten Bauwerken von François de Cuvilliés in München.

## Errichtung

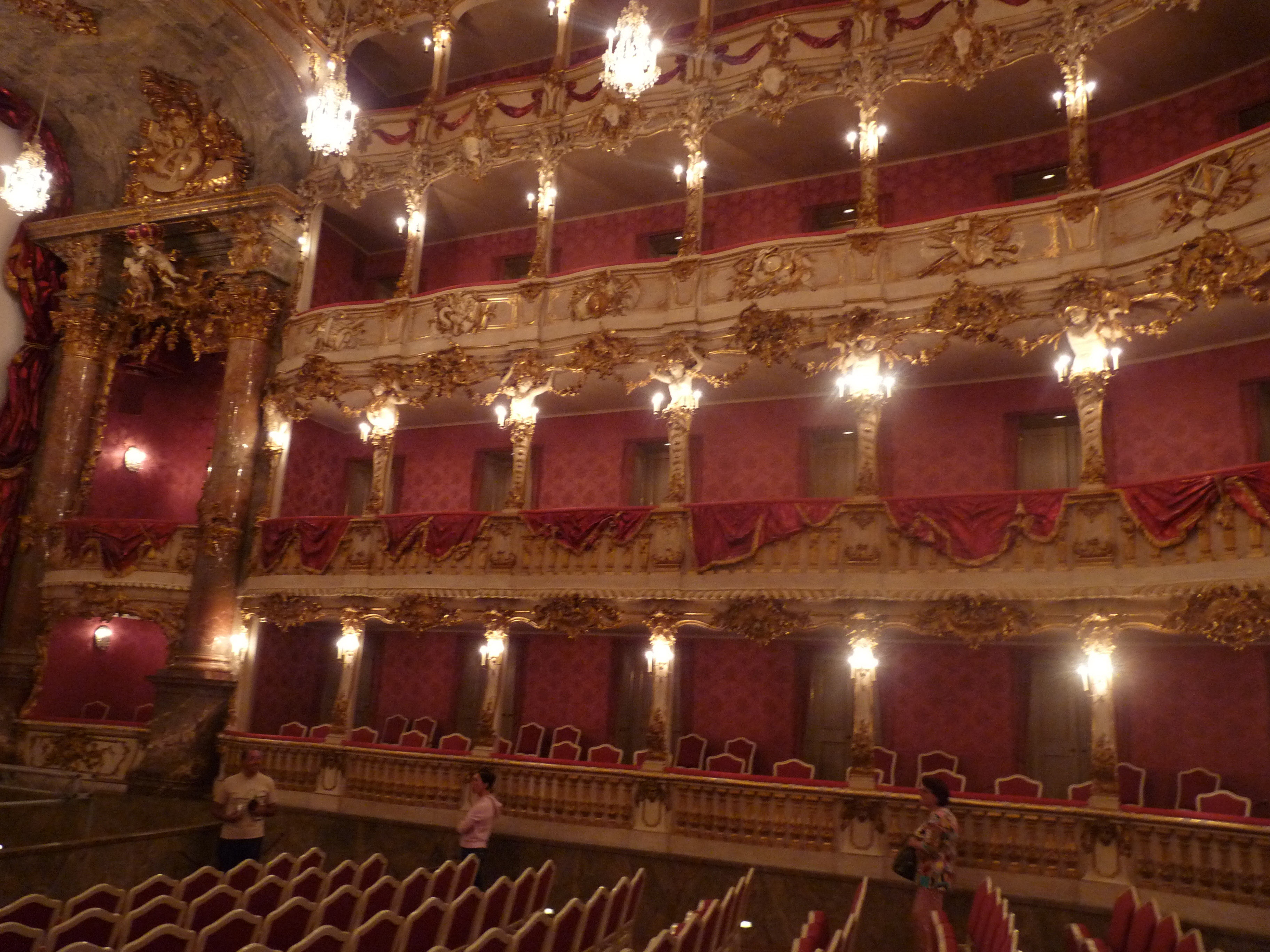
Zuschauerränge

Anlass für den Bau des Residenztheaters war ein Brand in der Residenz vom 4. zum 5. März 1750, der auch das dortige Theater zerstörte. Nun sollte es durch ein ganz neues Theater an anderer Stelle ersetzt werden, nämlich dort, wo früher das prachtvolle Badehaus Karl Albrechts stand. Es wurde in den Jahren 1751 bis 1753 im Auftrag von Kurfürst Maximilian III. Joseph im Nordosten des heutigen Max-Joseph-Platzes erbaut, dort wo heute das Neue Residenztheater steht. Am 9. Juli 1750 erfolgte die Grundsteinlegung. Die Bauleitung lag bei Cuvilliés’ Sohn François de Cuvilliés dem Jüngeren und Cuvilliés’ Schüler Karl Albert von Lespilliez.
Im Juli 1752 gab es zum Richtfest eine Feier für die Handwerker in Nymphenburg, dann statteten die Bildhauer Johann Baptist Straub, Anton Pichler und Joachim Dietrich das Innere kunstvoll aus. In den Wäldern am Staffelsee wurden dazu über 1000 Bäume gefällt. Die Theatermaschine, mit der man das Parkett anheben oder senken konnte, stammte von Giovanni Gaspari. Am 12. Oktober 1753 wurde das Theater mit der Oper Catone in Utica des italienischen Komponisten und kurfürstlichen Kammermusikdirektors Giovanni Battista Ferrandini eröffnet.
Das Theater ist in den Farben Rot und Gold gehalten. Die vier Stockwerke mit jeweils 14 Logen umschließen hufeisenförmig das Parterre. Besondere Aufmerksamkeit verdient die Kurfürstenloge, die, sich über die beiden mittleren Stockwerke erstreckend, der Bühne gegenübersteht. Sie wird von zwei Atlanten gestützt, die den Eingang bilden. Im ersten Stock haben diese Karyatiden als Pendants. Gegenüber der Kurfürstenloge über der Bühne befindet sich das Allianzwappen des Kurfürsten Maximilian III. Joseph und seiner Gemahlin Maria Anna von Sachsen-Polen.
Die zeitgenössische Gesellschaftseinteilung spiegelt sich in der unterschiedlichen Ausgestaltung der verschiedenen Ränge wider. Die Kurfürstenloge ist der künstlerische Mittelpunkt des Raums. Die daran anschließenden Logen im ersten Rang, die für den Hochadel vorgesehen waren, folgen dem nach und sind reichhaltig verziert. Diese Verzierung wird über den zweiten und dritten Rang stufenweise reduziert, in denen der niedere Adel und die Hofbeamten Platz nahmen. Das relativ schlicht ausgestattete Parterre war dem Stadtadel vorbehalten.

## Aufführungen

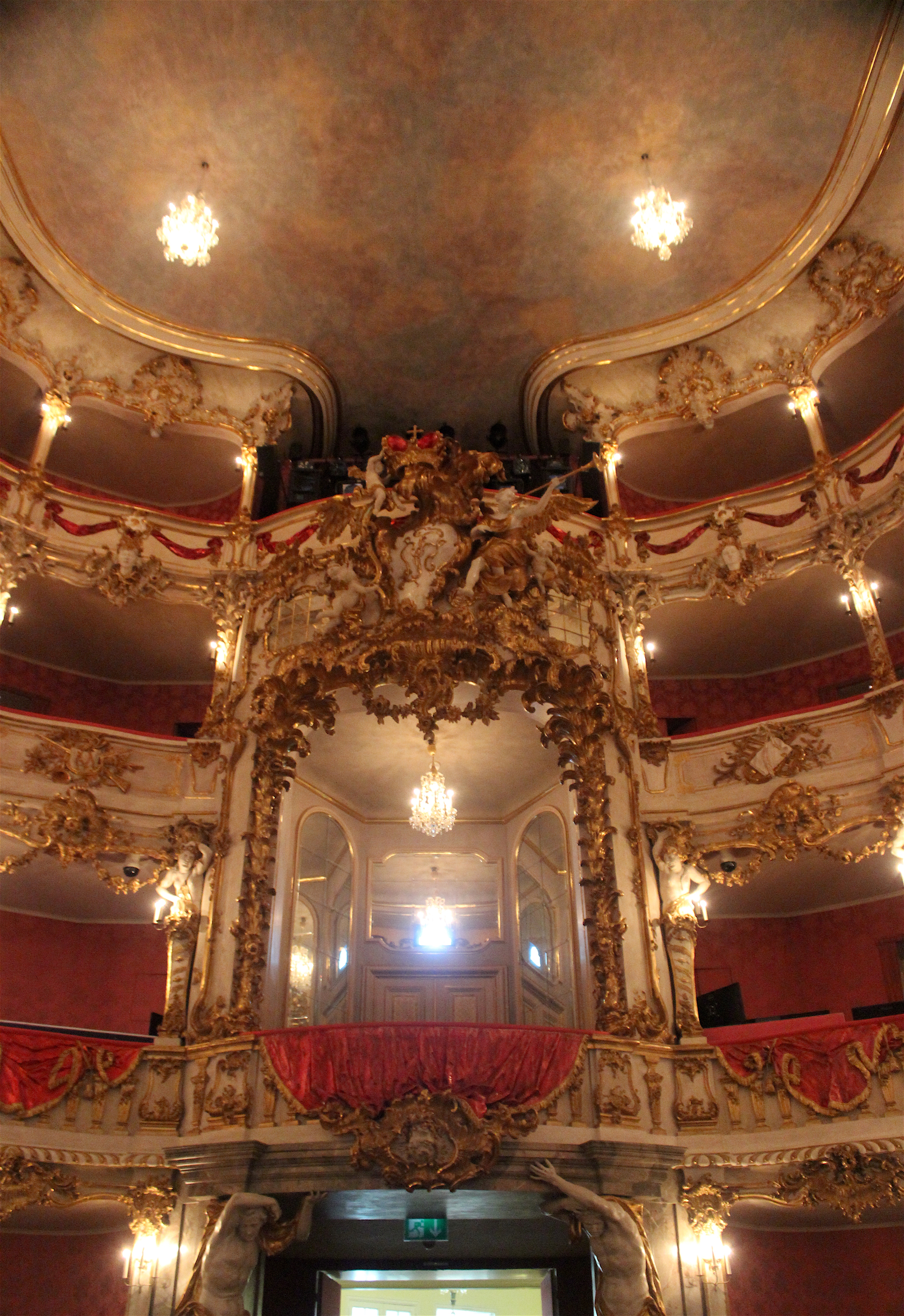
Kurfürstenloge

Auch in den nächsten Jahren kamen ausschließlich italienische Opern zur Aufführung. Das Theater wurde nur zu prunkvollen Veranstaltungen während des Karnevals und anderen besonderen Festlichkeiten des Hofes benutzt. Hofkapellmeister Andrea Bernasconi brachte hier elf seiner Opern zur Uraufführung. 1760 spielte man an diesem Ort erstmals Il Trionfo della Constanza, und hinter den Pseudonymen der Komponistin und Librettistin verbarg sich Maria Antonia Walpurgis von Bayern, die Schwester des Kurfürsten, die zugleich die Titelrolle sang. Das Theater erlebte viele weitere große Opernaufführungen, so etwa am 29. Januar 1781 die Uraufführung von Mozarts Idomeneo (zwei Tage nach Mozarts 25. Geburtstag).
In den ersten Jahrzehnten war Joseph Anton von Seeau für die Leitung des Theaters zuständig. 1765 berief er Joseph Felix von Kurz als Direktor, dieser sollte eine deutschsprachige Bühne etablieren. Nach Unstimmigkeiten im Ensemble (vor allem mit Esther Charlotte Brandes und ihrem Mann Johann Christian Brandes) scheiterte dieses Unterfangen jedoch schon ein Jahr später. 1795 wurde das Cuvilliés-Theater für alle Bürger der Stadt geöffnet.
1806 kam Napoleon anlässlich der Erhebung Bayerns zum Königreich nach München, und ihm zu Ehren brachte man zwei Festopern zur Aufführung: Das unterbrochene Opferfest von Peter von Winter und Mozarts Don Giovanni. Napoleon blieb jeweils einen Akt. 1831 gastierte hier Ferdinand Raimund mit einigen seiner Stücke. König Ludwig I. löste dann die Oper auf und ließ die gesamte Innenausstattung herausnehmen. Der Raum diente nun als Dekorationsmagazin für das Nationaltheater. Ludwigs Nachfolger Max II. ließ das Gebäude restaurieren und im November 1857 wiedereröffnen.
Ernst von Possart entwickelte sich in den folgenden Jahren sowohl als Schauspieler wie auch als Regisseur zur prägenden Persönlichkeit. Er brachte hier in den 1890er Jahren Mozarts Opern in ihrer ursprünglichen Form wieder zur Aufführung, so am 15. Februar 1895 Die Hochzeit des Figaro. Bei der Neueinstudierung des Don Giovanni am 29. Mai 1896 wurde erstmals eine Drehbühne verwendet. Später gehörten Ludwig Thomas Stücke alljährlich zum Programm. 1921 erfolgte die Uraufführung von Hugo von Hofmannsthals Der Schwierige mit Gustl Waldau und Elisabeth Bergner, das bis 1932 im Repertoire blieb. Bis in die 1920er Jahre war es üblich, dass das Ministerium einen Teil der Münchner Prominenz zu Erstaufführungen einlud.

## Translozierung

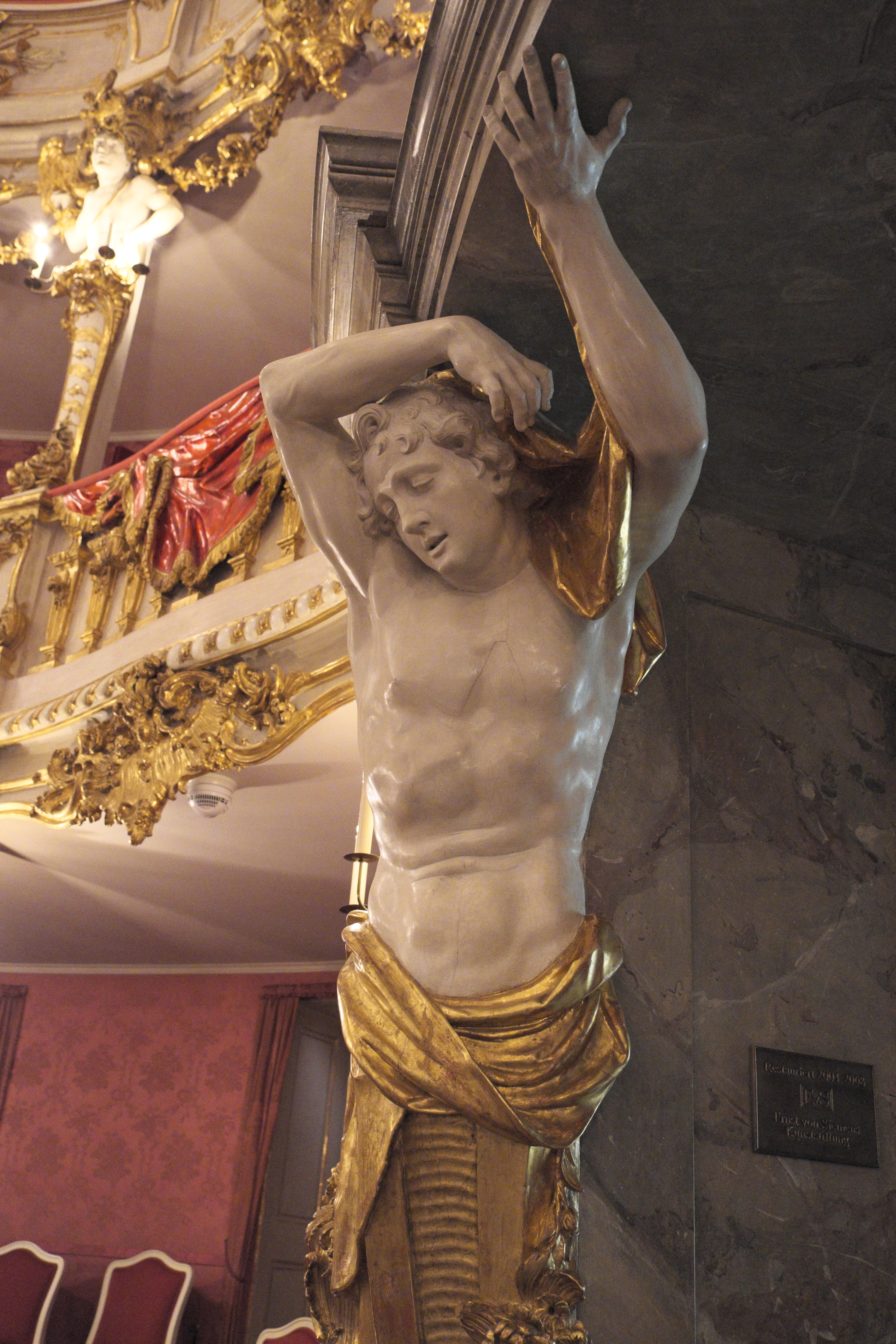
Atlant

Bis zum Zweiten Weltkrieg befand sich das Theater im Nordosten des Max-Joseph-Platzes, dort wo heute das Neue Residenztheater steht. Anfang 1944 wurde das Residenztheater geschlossen. Die aus Holz bestehenden Teile des Theaters wurden Anfang 1944 kurz vor der Zerstörung des Residenztheaters am 18. März 1944 ausgelagert und in den Jahren 1956–1958 nach ihrer Restaurierung im Rahmen des Wiederaufbaus der Residenz in den Apothekenstock eingebaut. Das Konzept zur Translozierung stammte von dem langjährigen leitenden Architekten der Bayerischen Schlösserverwaltung Rudolf Esterer. Der in Rekordzeit verwirklichte Wiederaufbau wurde von der Residenzbauleitung der Schlösserverwaltung unter Leitung von Otto Meitinger durchgeführt. Zur 800-Jahr-Feier Münchens am 14. Juni 1958 konnte das Theater mit einer Aufführung der Mozart-Oper Die Hochzeit des Figaro unter Leitung von Ferenc Fricsay neu eröffnet werden.
Als beliebter Veranstaltungsort für kulturelle Ereignisse ersten Ranges fanden z. B. des Weiteren Dichterlesungen im Cuvilliés-Theater statt, so auch einer der letzten literarischen Solo-Abende Erich Kästners im März 1970. Bis zu seiner Schließung Anfang 2004 wurde das Theater regelmäßig vom Ensemble der Bayerischen Staatsoper, mehr noch vom Bayerischen Staatsschauspiel bespielt. Die Intentionen der Retter des Theaters aus den 1950er Jahren, es seinem einzigartigen Charakter gemäß mit passenden Inszenierungen in angemessen zurückhaltender Weise zu bespielen, haben sich nicht auf Dauer durchsetzen lassen.
Am 14. Juni 2008, 50 Jahre nach der Eröffnung des nach kriegsbedingter Auslagerung wiederhergestellten Theaters, wurde es abermals nach einer gründlichen Restaurierung und Modernisierung der Bühnentechnik wiedereröffnet, diesmal mit der Oper Idomeneo von W. A. Mozart (die hier, siehe weiter oben, 1781 uraufgeführt worden war) und im Beisein von Ministerpräsident Günther Beckstein sowie dem „Hausherrn“, Finanzminister Erwin Huber. Dessen Vorgänger Kurt Faltlhauser hatte die Grundsanierung des Theaters tatkräftig vorangetrieben, unter anderem durch die Gründung des Comitée Cuvilliés, einer Gruppe engagierter Bürger, die zur Finanzierung beitrugen. Zunächst wird das Theater nicht wie zuvor von der Bayerischen Staatsoper, sondern vom Bayerischen Staatsschauspiel betrieben. Es finden dort u. a. auch Aufführungen des Opernstudios – der „Nachwuchsschmiede“ der Bayerischen Staatsoper – statt. Das Haus kann besichtigt werden. Führungen finden täglich statt.

## Film
- Vision und Traum, Das Cuvilliés-Theater in München, mit S.K.H. Herzog Franz von Bayern, Dieter Dorn, Christoph Hammer, Juliane Köhler, Herta Töpper, ein Film von Vera Botterbusch, 45 Min., BR 2005